# 埃皮斯科皮兵营
34°40′N 32°51′E / 34.667°N 32.850°E

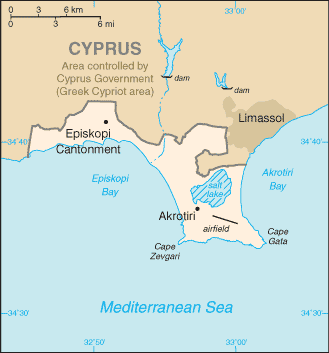
阿克罗蒂里的埃皮斯科皮兵营

埃皮斯科皮兵营（英語：Episkopi Cantonment）是塞浦路斯岛英属主权基地区──阿克罗蒂里和德凯利亚的首府。它位于西主权基地区（主权基地区的两个组成部分之一，即阿克罗蒂里地区）的中部。尽管它不是岛上最大的英国军事基地，但主权基地区文职以及军事行政总部都设在这里。